# Mediodía (revista)

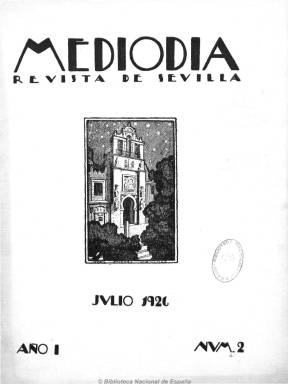
Portada de la revista Mediodía

Mediodía fue una de las revistas literarias adscritas al grupo del 27, que dio nombre también a un grupo literario de autores sevillanos, el grupo Mediodía.
Su título completo era Mediodía. Revista de Sevilla, y se publicó en tres épocas: 1926-29 (14 números), 1933 (dos números) y 1939 (3 números).
Su director fue Eduardo Llosent y Marañón, y tuvo a Joaquín Romero Murube como redactor jefe, a Rafael Porlán como secretario y a Alejandro Collantes de Terán como administrador.
La revista se imprimió en Sevilla, en el número 8 de la calle San Eloy (imprenta de Mejías y Susillo) y tuvo como sede la casa de Rafael Porlán (calle San Vicente, 22, en Sevilla).
Su primer número, con portada de Juan Miguel Sánchez sale en junio de 1926.
El grupo fundacional estuvo constituido por Alejandro Collantes de Terán, Eduardo Llosent y Marañón, Joaquín Romero Murube, Rafael Laffón, Juan Sierra, Rafael Porlán, Fernando Labrador y Pablo Sebastián. Luego se incorporarían a esta nómina Francisco José Rajel, Manuel Halcón, José María del Rey, Fernando Villalón, Mauricio Bacarisse, Rafael Lasso de la Vega, Adriano del Valle, Antonio Núñez de Herrera, etc.
El grupo conectó con los poetas más conocidos del grupo del 27, algunos de los cuales publicaron en sus páginas. De hecho, en las famosas veladas del Ateneo que marcaron el comienzo de este grupo, hubo un hermanamiento con los poetas locales, en el que el grupo Mediodía tuvo especial protagonismo. El grupo también fue conocido por sus tertulias y sus cenas literarias y surrealistas.